# لينوس جيرديمان
لينوس جيرديمان (بالألمانية: Linus Gerdemann) مواليد 16 سبتمبر 1982 في مونستر، ألمانيا، هو دراج ألماني في صنف سباق الدراجات على الطريق.

## سجل النتائج

### سباقات أو مراحل فاز بها
- طواف فرنسا
- طواف سويسرا

### المراكز
- حقق المركز الـ 7 في طواف سويسرا 2006
- حقق المركز الـ 24 في سباق طواف فرنسا 2009
- حقق المركز الـ 16 في طواف إيطاليا 2010
- حقق المركز الـ 5 في طواف بولندا 2012

## روابط خارجية
- لينوس جيرديمان على موقع الاتحاد الدولي للدراجات (الإنجليزية)
- لينوس جيرديمان على موقع أرشيف الدراجات (الإنجليزية)
- لينوس جيرديمان على موقع إحصائيات الدراجات الإحترافية (الإنجليزية)
- لينوس جيرديمان على موقع نسبة الدراجات (الإنجليزية)
- لينوس جيرديمان على موقع CycleBase (الإنجليزية)